# Johann Zwanzger
Johann Zwanzger (* 2. März 1864 in Piberegg, Steiermark, Kaisertum Österreich; † 13. Oktober 1939 in Leoben) war ein österreichischer Politiker der Sozialdemokratischen Arbeiterpartei Österreichs (SPÖ).

## Ausbildung und Beruf
Johann Zwanzger arbeitete als Obmann und Zentralsekretär des Verbands der Bergarbeiter. In dieser Funktion war er Herausgeber des Fachblattes Der Bergarbeiter.

## Politische Ämter
Zwanzger war zunächst Mitglied der Konstituierenden Nationalversammlung, ehe er 1920 für die Sozialdemokratische Partei Österreichs in den Nationalrat (I., II. und III. Gesetzgebungsperiode) einzog. Diesem gehörte er zehn Jahre lang an, bevor er bei der Nationalratswahl 1930 nicht wiedergewählt wurde.
Zwanzger gehörte viele Jahre dem Gemeinderat seiner Wahlheimat Donawitz an, wo er auch als Erster Vizebürgermeister tätig war. Nach der Eingemeindung von Donawitz zu Leoben im Jahr 1938 wurde er dort Vizebürgermeister. Dieses Amt hatte er bis zu seinem Tod inne.